# Andreas von Wagner
Andreas Wagner, ab 1790 von Wagner (* 17. August 1727 in Leipzig; † 3. März 1805 in Dresden), war ein kurfürstlich-sächsischer Beamter, unter anderem Kreisamtmann zu Leipzig, sowie zuletzt mit den Titeln eines kursächsischen Geheimen Rates und Geheimen Finanzrates.

## Leben und Wirken
Andreas Wagner war der Sohn von Thomas Wagner (1669–1737) und dessen dritter Ehefrau Christiana Sophia geborene Baudiß (1694–1744). Thomas Wagner war ab 1704 bis zu seinem Tode Kreisamtmann des Leipziger Kreises und 1714 zum königlich-polnischen und kurfürstlich-sächsischen Kommissionsrat ernannt worden. Er besaß die Rittergüter Leutzsch und Zweinaundorf.
Andreas Wagner besuchte die Thomasschule, an der zu dieser Zeit Johann August Ernesti (1707–1781) Rektor war. Ab 1746 studierte er an  der Universität Leipzig Philosophie und ging 1749 nach Erreichen des Magistertitels an die Universität Göttingen, wo er Rechtswissenschaften studierte. Anschließend wirkte er als Vizeaktuar in Weißenfels. 1752 kehrte er nach Leipzig zurück, besuchte wiederum die Universität und wurde zum Doktor beider Rechte promoviert.
Zunächst wurde er 1753 stellvertretender Leipziger Kreisamtmann und erhielt 1756 nach dem Tod von Johann Andreas Vater (1696–1756), der 1737 Nachfolger von Thomas Wagner geworden war, im Alter von 29 Jahren die Stelle hauptamtlich. 1754 war ihm vom sächsischen Kurfürsten Friedrich August II (1696–1763). der Titel eines kursächsischen Kommissionsrates verliehen worden.
Nach dem Tod seiner Mutter erbte er 1744 das Rittergut Zweinaundorf, das er 1765 verkaufte. 1764 gehörte er zu den Gründern der Leipziger Ökonomischen Societät.
1763 ging er als kursächsischer Kammer- und Bergrat nach Dresden. Bereits im Folgejahr wurde er Mitglied der Landesökonomiemanufaktur- und Kommerzien-Deputation, 1770 der Deputation zur Anlegung neuer Zucht- und Arbeitshäuser, 1780 der Kommission zur Verwaltung der allgemeinen Armen-, Waisen- und Zuchthäuser sowie der Oberrechnungsdeputation. Nachdem er 1782 eine schwere Krankheit überstanden hatte, trat er aus der Landesökonomie-, der Manufaktur- und der Kommerzien-Deputation aus und wurde aber 1783 in das aus der bisherigen Generalhauptkasse und dem Kammer- und Bergkollegium neu errichtete kursächsische Finanzkollegium berufen, in welches er als geheimer Finanzrat kam. Ab 1792 gehörte er der neuen sächsischen Gesetzeskommission an.
Am 25. September 1790 wurde er während des Reichsvikariats durch Kurfürst Friedrich August III. (1750–1827) in den erblichen Reichsadelsstand erhoben. 1800 erhielt er den Titel eines kursächsischen Geheimen Rates.

## Familie
Andreas Wagner war verheiratet mit Christiane Auguste geborene Vater, Tochter des Johann Andreas Vater, welcher der Nachfolger von Thomas Wagner im Amt des Kreisamtmanns war und zugleich Vorgänger von Andreas Wagner im gleichen Amt. Das Ehepaar hatte drei Söhne, Wilhelm (* 1757), Andreas (* 1758) und Thomas (1759–1817) sowie die Tochter Johanna (* 1761).